# Zlata Bartl
Zlata Bartl, bosansko-hercegovska znanstvenica, profesorica in izumiteljica hrvaškega rodu, * 20. februar 1920, Travnik, † 30. julij 2008, Koprivnica. 
Najbolj je znana po tem, da je sestavila recept za Vegeto, eno najbolj prepoznavnih začimb v Evropi.
Osnovno šolo je končala v Sarajevu, nato pa je odšla na študij vZagreb. Diplomirala je iz kemije, fizike, matematike, meteorologije in mineralogije. Po drugi svetovni vojni je bila obsojena na osem let zaporne kazni zardi članstva v ustaškem gibanju. Po petnajstih mesecih prestajanja kazni je zbolela za tuberkulozo hrbtenice in bila predčasno pogojno izpuščena iz zapora v Zenici. Leta 1955 se je zaposlila kot vodja tima v Podravkinem raziskovalnem laboratoriju, kjer se je začela ukvarjati s pripravo dehidratiziranih juh. Leta 1959 je na tržišče lansirala univerzalni dodatek k jedem Vegeta, ki je kmalu postala ena najbolj prepoznavnih hrvaških proizvodov. Za zasluge je prejela mnoga priznanja, med katerimi so: visoko odličje predsednika Republike Hrvaške, Red Danice Hrvatske, Zlata kuna za življenjsko delo Hrvaške gospodarske zbornice ter spomenica Podravke za življenjsko delo iz leta 1987. . Leta 2006 ji je mesto Koprivnica podelilo naziv častni občan. Danes je poznana pod vzdevkom teta vegeta. 
Po njej se imenuje štipendija za mlade študente naravoslovnih ved Univerze v Zagrebu.